# Launaea thalassica
Launaea thalassica là một loài thực vật có hoa trong họ Cúc. Loài này được N.Kilian, Brochmann & Rustan mô tả khoa học đầu tiên năm 1987.